# Llano Grande (Coclé)
Llano Grande è un comune (corregimiento) della Repubblica di Panama situato nel distretto di La Pintada, provincia di Coclé. Si estende su una superficie di 395,5 km² e conta una popolazione di 6.901 abitanti (censimento 2010).